# 정영국
정영국(생년 미상 ~ )은 조선민주주의인민공화국의 정치인이다. 조선로동당 중앙위원회 위원 겸 최고인민회의 제13기 대의원과 상임위원회 서기장이다.

## 경력
2018년 4월 11일 개최된 최고인민회의 제13기 6차 회의에서 제13기 상임위원회 서기장으로 선출되었다. 2018년 4월 20일, 조선로동당 제7기 제3차 전원회의에서 당 중앙위 위원으로 선출되었다. 2019년 1월 11일 최고인민회의 제14기 대의원 선거 중앙선거위원회 서기장에 선출되었다.

## 최고인민회의 대의원
2014년 3월 최고인민회의 제13기 대의원으로 선출되었다.